# 広島県道161号三和大和線
広島県道161号三和大和線（ひろしまけんどう161ごう みわだいわせん）は、広島県三次市から三原市に至る一般県道である。

## 概要
三次市三和町上壱から三原市大和町椋梨に至る。

### 路線データ
- 起点：三次市三和町上壱（国道375号交点）
- 終点：三原市大和町椋梨（国道486号交点）
- 総延長：18.16 km

## 歴史
- 1993年（平成5年）5月11日 - 建設省から、県道三和大和線の一部を三次大和線として主要地方道に指定される[1]。
- 1994年（平成6年）4月1日 - 路線認定。

## 路線状況
1994年（平成6年）以前は三原市大和町萩原（はいばら）で国道432号に接続する経路をとっていたが、広島県道45号三次大和線の認定とそれに伴う広島県道346号椋梨世羅西線の廃止で現行経路に変更された。その結果、三次市三和地区の外れと三原市大和地区の外れを結ぶ路線になった。
三次市三和町上壱地内に狭隘区間があるため、始点付近の国道375号からの案内標識には大型車通行困難と表記されている。広島県道52号世羅甲田線とを結ぶ三次市道中曽根仏正線で迂回できる。なお、終点側から向かう場合には、市道が直進となっている。

### 重複区間
- 広島県道28号吉舎豊栄線（東広島市豊栄町吉原）
- 広島県道45号三次大和線（三原市大和町蔵宗）

## 地理

### 通過する自治体
- 三次市
- 東広島市
- 三原市

### 交差する道路
| 交差する道路                        | 市町村名 | 交差する場所 | 交差する場所 |
| ----------------------------------- | -------- | ------------ | ------------ |
| 国道375号                           | 三次市   | 三和町上壱   | 起点         |
| 広島県道28号吉舎豊栄線 重複区間起点 | 東広島市 | 豊栄町吉原   |              |
| 広島県道28号吉舎豊栄線 重複区間終点 | 東広島市 | 豊栄町吉原   |              |
| 広島県道45号三次大和線 重複区間起点 | 三原市   | 大和町蔵宗   |              |
| 広島県道45号三次大和線 重複区間終点 | 三原市   | 大和町蔵宗   |              |
| 国道486号                           | 三原市   | 大和町椋梨   | 終点         |

### 沿線
- 物産館「みわ375」（起点付近）